# أليكس هيلي
أليكس هيلي أو بالأحرى ألكساندر موراي بالمر هالي (11 أغسطس 1921 - 10 فبراير 1992) (بالإنجليزية: Alex Haley) كان كاتبًا أمريكيًا ومؤلف كتاب 1976 بعنوان «جذور: ملحمة عائلة أميركية» والذي يتناول تاريخ الأميركيون السود. قامت ال ABC بتكييف الكتاب باعتباره مسلسلات تليفزيونية تحمل الاسم نفسه وبثته في عام 1977 لجمهور قياسي بلغ 130 مليون مشاهد. في الولايات المتحدة، رفع الكتاب والصغيرة عن الوعي العام بالتاريخ الأمريكي الأسود وألهم اهتمامًا واسعًا بعلم الأنساب وتاريخ الأسرة.
كان كتاب هالي الأول هو سيرة ذاتية ل مالكوم إكس، نُشر عام 1965، وهو تعاون من خلال مقابلات مطولة عديدة مع هذا الموضوع، وهو مفكر ورمز اسلام أسود.
كان يعمل على رواية تاريخ العائلة الثانية عند وفاته. طلب هالي من ديفيد ستيفنز، كاتب سيناريو، استكماله؛ تم نشر الكتاب باسم الملكة: قصة عائلة أمريكية. تم تكييفها كمصغرة، أليكس هالي كوين، تم بثها في عام 1993.
تتبع هالي أجداده الأم، من خلال البحوث الأنساب، إلى جوفوريه.

## النشأة والتعليم
ولد أليكس هالي في إيثاكا، نيويورك، في 11 أغسطس 1921، وكان الأكبر من بين ثلاثة أشقاء (الآخران هما جورج وجوليوس) وشقيقته غير الشقيقة (من زواج والده الثاني). عاش هالي مع عائلته في هينينغ، تينيسي، قبل أن يعود إلى إثاكا مع عائلته عندما كان عمره خمس سنوات. كان والد هالي سايمون هالي، أستاذ الزراعة بجامعة ألاباما إيه آند إم، وكانت والدته بيرثا جورج هالي (ني بالمر)، التي نشأت في هينينغ. كان للعائلة جذور إفريقية وماندينكا وشيروكي واسكتلندية واسكتلندية أيرلندية. كان هالي الأصغر سناً يتحدث بفخر عن والده والعقبات العنصرية التي تغلب عليها.
ومثل والده، التحق أليكس هالي في سن 15 عامًا بجامعة ألكورن الحكومية، وهي كلية سوداء تاريخياً في ميسيسيبي، وبعد عام، التحق بكلية إليزابيث سيتي الحكومية، التي كانت سوداء أيضًا في ولاية كارولينا الشمالية. في العام التالي، عاد إلى والده وزوجته ليخبرهما أنه انسحب من الكلية. شعر والده أن أليكس يحتاج إلى الانضباط والنمو، وأقنعه بالتجنيد في الجيش عندما بلغ الثامنة عشر من عمره. في 24 ماي 1939، قضى أليكس هالي في مدة ما مهنة مدتها 20 عامًا في خفر سواحل الولايات المتحدة.

## خفر السواحل الوظيفي
جند هالي كمصاحبة فوضى. في وقت لاحق تمت ترقيته إلى رتبة ضابط صغير من الدرجة الثالثة في تصنيف ستيوارد، واحدة من عدد قليل من التصنيفات المفتوحة للسود في ذلك الوقت. خلال خدمته في مسرح العمليات في المحيط الهادئ، تعلم هالي حرفة كتابة القصص. خلال التجنيد قام البحارة الآخرين في كثير من الأحيان بالطلب منه بأن يقوم بكتابة رسائل حب لصديقاتهم. وقال إن أكبر عدو واجهه هو وطاقمه خلال رحلاتهم الطويلة لم يكن القوات اليابانية بل الملل.
بعد الحرب العالمية الثانية، قدم هالي التماسًا إلى خفر السواحل الأمريكي للسماح له بالانتقال إلى مجال الصحافة. بحلول عام 1949، أصبح ضابطًا صغيرًا من الدرجة الأولى في تصنيف الصحافة. ثم ترقي بعد ذلك إلى كبير الضباط الصغار واحتفظ بهذه المرتبة حتى تقاعده من خفر السواحل في عام 1959. وكان أول صحفي كبير في خفر السواحل، وقد تم وضع التصنيف له صراحة تقديراً لقدرته الأدبية.
تشمل جوائز هالي وزخارفه من خفر السواحل ميدالية خفر السواحل الجيدة للسلوك (مع نجمة فضية ونجمة خدمة واحدة برونزية)، وميدالية خدمات الدفاع الأمريكية (مع قفل «البحر»)، وميدالية الحملة الأمريكية، وميدالية حملة آسيا والمحيط الهادئ، وأوروبا ميدالية حملة إفريقيا الشرق أوسطية، ميدالية النصر في الحرب العالمية الثانية، ميدالية الخدمة الكورية، ميدالية خدمة الدفاع الوطني، ميدالية خدمة الأمم المتحدة، ميدالية خبير خفر السواحل. علاوة على ذلك، منحته جمهورية كوريا ميدالية الخدمة الحربية بعد وفاته بعشر سنوات.

## مهنة أدبية
بعد تقاعده من خفر السواحل الأمريكي، بدأ هالي مرحلة أخرى من حياته المهنية في الصحافة. أصبح في نهاية المطاف رئيس تحرير مجلة ريدرز دايجست.
كتب هالي مقالاً في المجلة عن كفاح شقيقه جورج للنجاح كواحد من الطلاب السود الأوائل في كلية الحقوق الجنوبية.

### مجلة بلاي بوي
أجرى هالي المقابلة الأولى لمجلة بلاي بوي. استمع هالي لتعليقات صريحة من موسيقي الجاز مايلز ديفيز حول أفكاره ومشاعره بشأن العنصرية في مقابلة بدأها، ولكن لم تنته، من أجل Show Business Illustrated ، وهي مجلة أخرى أنشأها مؤسس بلاي بوي، هيو هيفنر، تطورت في أوائل عام 1962. وظهرت في عدد سبتمبر 1962 من بلاي بوي.
طوال الستينيات من القرن الماضي، كان هالي مسؤولا عن بعض المقابلات الأكثر شهرة في المجلة، بما في ذلك مقابلة مع جورج لينكولن روكويل، زعيم الحزب النازي الأمريكي. وافق على مقابلة هالي فقط بعد الحصول على تأكيد من الكاتب بأنه لم يكن يهوديًا. بقي هالي محترفًا أثناء المقابلة، على الرغم من أن روكويل أبقى مسدسًا على الطاولة طوال الوقت. (تم إعادة صياغة المقابلة في جذور: الأجيال القادمة، مع جيمس إيرل جونز في دور هيلي ومارلون براندو في دور روكويل.)
كما أجرى هالي مقابلة مع محمد علي، الذي تحدث عن تغيير اسمه من كاسيوس كلاي. وتشمل المقابلات الأخرى محامي الدفاع عن جاك روبي، ميلفين بيلي، والفنان سامي دافيس، ولاعب كرة القدم جيم براون، والمذيع التلفزيوني جوني كارسون، والمنتج الموسيقي كوينسي جونز.

### السيرة الذاتية لمالكولم اكس
السيرة الذاتية لمالكولم إكس، التي نشرت في عام 1965، كان أول كتاب لهيلي. وهو يصف مسار حياة مالكولم إكس من مجرم الشوارع إلى الناطق الرسمي باسم أمة الإسلام إلى اعتناق الإسلام السني. كما يوضح فلسفة مالكولم X عن الفخر الأسود والقومية السوداء والقومية الإفريقية. كتب هالي خاتمة لكتاب يلخص نهاية حياة مالكولم إكس، بما في ذلك اغتياله في قاعة أودوبون في نيويورك.
Haley ghostwrote The Autobiography of Malcolm X استناداً إلى أكثر من 50 مقابلة متعمقة أجراها مع Malcolm X بين 1963 واغتيال Malcolm X في فبراير 1965. التقى الرجلان لأول مرة في عام 1960 عندما كتب هالي مقالة عن أمة الإسلام من أجل ريدرز دايجست. التقيا مرة أخرى عندما قابلت هالي مالكولم إكس لبلاي بوي.
أحبطت المقابلات الأولى لسيرة ذاتية هالي. بدلاً من مناقشة حياته الخاصة، تحدث مالكولم إكس عن إيليا محمد، زعيم أمة الإسلام؛ غضب من تذكير هيلي بأنه كان من المفترض أن يكون الكتاب حول مالكولم إكس. بعد عدة اجتماعات، طلب هالي من مالكولم إكس أن يخبره بشيء عن والدته. وجه هذا السؤال مالكوم إكس إلى سرد قصة حياته.
كانت السيرة الذاتية لمالكولم إكس أكثر الكتب مبيعًا متسقة منذ إصدارها عام 1965. ذكرت صحيفة نيويورك تايمز أن ستة ملايين نسخة من الكتاب قد بيعت بحلول عام 1977. في عام 1998، صنفت مجلة تايم مجلة The Autobiography of Malcolm X كواحد من أكثر عشرة كتب غير مؤثرة في القرن العشرين.
في عام 1966، حصلت هالي على جائزة Anisfield-Wolf للكتاب عن السيرة الذاتية لمالكولم إكس.

### سوبر فلاي تي ان تي
في عام 1973، كتب هالي سيناريو فيلمه الوحيد، Super Fly T.N.T .. قام ببطولة الفيلم وإخراج رون أونيل.

## وصلات خارجية
- أليكس هيلي على موقع IMDb (الإنجليزية)
- أليكس هيلي على موقع الموسوعة البريطانية (الإنجليزية)
- أليكس هيلي على موقع مونزينجر (الألمانية)
- أليكس هيلي على موقع إن إن دي بي (الإنجليزية)
- أليكس هيلي على موقع قاعدة بيانات الفيلم (الإنجليزية)